# WikiFeet
WikiFeet est un site web basé sur le principe du wiki dédié au partage de photos de pieds de célébrités.
Il comprend principalement des images de pieds d'acteurs, d'actrices et d'autres artistes célèbres, bien que certaines photos de pieds de personnalités politiques soient également présentes sur le site,. En 2016, il est décrit par Lauren Oyler de Vice Media comme « le plus grand forum de discussion et la plus grande galerie de photos de pieds de femmes sur Internet ».
Bien que le site ait « wiki » dans son nom, il n'est pas affilié à Wikipédia ni à la Wikimedia Foundation, le terme faisant seulement référence au type de site utilisé.

## Historique
Le site est fondé en 2008 par Eli Ozer, un ancien programmeur informatique et animateur israélien, qui dirige maintenant le site à plein temps,,.
Selon Ozer, le site reçoit environ 3 millions de visites par mois en juillet 2017.
En janvier 2018, est lancé WikiFeet Men, un homologue officiel pour le partage des pieds des célébrités masculines, ainsi que wikiFeet X, un homologue officiel pour le partage des pieds des artistes adultes, qui permet la nudité[source secondaire souhaitée].
En janvier 2019, WikiFeet est impliqué dans la démystification d'un canular impliquant la députée américaine Alexandria Ocasio-Cortez : une photo des pieds d'une femme dans une baignoire, censée être une photo de nudité publiée en ligne par Ocasio-Cortez en 2016, est reconnue comme étant de quelqu'un d'autre par les utilisateurs du site, la courte longueur des orteils de la photo étant un élément-clé de preuve. Sydney Leathers, impliquée dans les scandales des sextos d'Anthony Weiner (en) en 2013, est reconnue comme étant la personne présentant ces pieds,, et Leathers écrit dans le Washington Babylon (en) admettre être la femme sur la photo.
En 2021, la journaliste Laura Bassett découvre qu'un homme de 58 ans nommé Robert Hamilton a publié des photos de ses pieds sur WikiFeet, en copiant des photos de son flux Instagram. Il accepte d'être interviewé et explique qu'il se considère comme un fétichiste des pieds et qu'il admire les pieds des femmes depuis son enfance.
Depuis juin 2021, le site web ne permet pas aux visiteurs de l'Union européenne d'afficher des images en pleine résolution en raison d'une nouvelle directive européenne sur le droit d'auteur[source secondaire souhaitée].